# Erika Selin
Pour les articles homonymes, voir Selin.
Erika Selin (née le 6 août 1991 à Dorotea) est une chanteuse suédoise.

## Biographie
En 2009, Erika Selin participe à la saison 6 de la version suédoise d’Idol où elle auditionne avec A Moment Like This, une chanson de Kelly Clarkson. Elle intègre le top 20 pour les émissions en direct. Lors de la deuxième soirée de demi-finale diffusée le 29 septembre 2009, elle chante Bless the Broken Road des Rascal Flatts et est l'une des deux demi-finalistes ce soir-là à passer au tour suivant en chantant Show Me Heaven de Maria McKee. Elle est éliminée le 30 octobre 2009 à la huitième place.
Après sa participation à Idol, Selin remporte le concours de talents Schlagerstjärnan 2009 avec son interprétation de la chanson de Shirley Clamp Med hjärtat fyllt av ljus. Après cela, elle part en tournée avec notamment la participante d’Idol Alice Svensson. Selin est également en tournée en Suède avec les autres participants à Idol 2009.
Selin présente la chanson Kom au Melodifestivalen 2010, spectacle de qualification de la Suède au Concours Eurovision de la chanson 2010, mais finalement la chanson est interprétée par le girls band Timoteij.
En 2010, elle sort également le single For You avec le chanteur Patrik Öhlund.
Selin se présente à la sélection de l'Irlande au Concours Eurovision de la chanson 2015 avec la chanson Break Me Up. La chanson est choisie comme l'une des cinq meilleures pour la finale de l'émission en direct le 27 février 2015 du The Late Late Show, où elle se produit avec Cecilia Kallin de Timoteij et son frère Charles Kallin en tant que choriste et guitariste qui l'accompagne. Elle se classe troisième au classement général.

## Discographie
Compilation
- 2009 : Det bästa från Idol 2009

Singles
- 2009 : About You Now
- 2009 : I Wish Everyday Could Be Like Christmas
- 2010 : For You
- 2015 : Break Me Up